# Liste der Flughäfen in der Ukraine
Die Liste der Flughäfen in der Ukraine führt alle Flughäfen mit Linienflügen in der Ukraine, sortiert nach Orten.
| Stadt           | ICAO-Code | IATA-Code | Name des Flughafens                               | Passagiere (2019) |
| --------------- | --------- | --------- | ------------------------------------------------- | ----------------- |
| Berdjansk       | UKDB      | ERD       | Flughafen Berdjansk                               |                   |
| Charkiw         | UKHH      | HRK       | Flughafen Charkiw                                 | 1.340.800         |
| Cherson         | UKOH      | KHE       | Flughafen Cherson (zerstört)                      | 154.046           |
| Chmelnyzkyj     | UKLH      | HMJ       | Flughafen Chmelnyzkyj                             |                   |
| Czernowitz      | UKLN      | CWC       | Flughafen Czernowitz                              | 76.832            |
| Dnipro          | UKDD      | DNK       | Flughafen Dnipro (zerstört)                       | 338.888           |
| Donezk          | UKCC      | DOK       | Flughafen Donezk (zerstört)                       |                   |
| Ismajil         | UKOI      | IZL       | Flughafen Ismajil                                 |                   |
| Iwano-Frankiwsk | UKLI      | IFO       | Flughafen Iwano-Frankiwsk                         | 114.700           |
| Kertsch         | UKFK      | KHC       | Flughafen Kertsch                                 |                   |
| Kropywnyzkyj    | UKKG      | KGO       | Flughafen Kropywnyzkyj                            |                   |
| Krywyj Rih      | UKDR      | KWG       | Flughafen Krywyj Rih                              |                   |
| Kiew            | UKBB      | KBP       | Flughafen Boryspil                                | 15.260.281        |
| Kiew            | UKKK      | IEV       | Flughafen Schuljany                               | 2.617.900         |
| Kiew            | UKKM      | GML       | Flughafen Hostomel                                |                   |
| Luhansk         | UKCW      | VSG       | Flughafen Luhansk (zerstört)                      |                   |
| Lemberg         | UKLL      | LWO       | Flughafen Lemberg                                 | 2.217.400         |
| Mariupol        | UKCM      | MPW       | Flughafen Mariupol (teilweise zerstört)           |                   |
| Mykolajiw       | UKON      | NLV       | Flughafen Mykolajiw (zerstört)                    |                   |
| Odessa          | UKOO      | ODS       | Flughafen Odessa                                  | 1.694.022         |
| Poltawa         | UKHP      | PLV       | Flughafen Poltawa                                 |                   |
| Riwne           | UKLR      | RWN       | Flughafen Riwne                                   |                   |
| Saporischschja  | UKDE      | OZH       | Flughafen Saporischschja                          | 434.000           |
| Sewastopol      | UKFB      | UKS       | Flughafen Sewastopol (unter russischer Kontrolle) |                   |
| Sjewjerodonezk  | UKCS      | SEV       | Flughafen Sjewjerodonezk                          |                   |
| Simferopol      | UKFF      | SIP       | Flughafen Simferopol (unter russischer Kontrolle) | 5.140.000         |
| Sumy            | UKHS      | UMY       | Flughafen Sumy                                    |                   |
| Ternopil        | UKLT      | TNL       | Flughafen Ternopil                                |                   |
| Tscherkassy     | UKKE      | CKC       | Flughafen Tscherkassy                             |                   |
| Uschhorod       | UKLU      | UDJ       | Flughafen Uschhorod                               |                   |
| Winnyzja        | UKWW      | VIN       | Flughafen Winnyzja                                | 40.124            |